# 71. pehotna divizija (ZDA)
71. pehotna divizija (izvirno angleško 71st Infantry Division) je bila pehotna divizija Kopenske vojske ZDA.

## Zgodovina
Divizija je bila ustanovljena s preoblikovanjem 71. pehotne divizije (lahke).